# Bridie Kean
Bridie Kean (27 de febrero de 1987) es una jugadora de baloncesto en silla de ruedas y piragüista australiana. Ganó una medalla de bronce en los Juegos Paralímpicos de Pekín 2008 y una medalla de plata en los Juegos Paralímpicos de Londres 2012. En 2016, se convirtió en campeona mundial de va'a.

## Vida personal
Kean nació el 27 de febrero de 1987.  Cuando tenía dos años, le amputaron los pies debido a una septicemia meningocócica. Le pusieron el apodo de «Bird» porque a su amiga Kate Dunstan en el instituto le pareció gracioso que su nombre sonara como Bird. Luego, cuando se mudó a los Estados Unidos, sus amigas lucharon por pronunciar su nombre correctamente - rima con «ordenado» - cuando vivía allí. Y así, el apodo se mantuvo. Su ciudad natal es Parkdale, Victoria. Un premio en honor a Kean, reconociendo las cualidades de compasión y valentía, se entrega cada año a un estudiante del Kilbreda College, donde fue a la escuela. A partir de 2012, vive en Alexandra Headland, Queensland.
Kean hizo un año sabático en Inglaterra en 2005.  Obtuvo una Licenciatura en Ciencias de la Universidad de Illinois en Urbana-Champaign en 2010, y se graduó con una Maestría en Salud Pública de la Universidad de Queensland. En 2015, estaba trabajando en su Doctorado en Promoción de la Salud en la Universidad de Sunshine Coast. Se convirtió en la gerente de su programa Sports Elite and Education Dual (SEED), que permitió a los atletas de élite con discapacidad combinar el estudio con el entrenamiento de alto rendimiento y la competencia, en 2016.
Bridie está comprometida con su compañero y socio paralímpico Chris Bond. La pareja tuvo su primer hijo a finales de 2019.

## Baloncesto en silla de ruedas
Cuando tenía 15 años, Liesl Tesch animó a Kean a jugar al baloncesto en silla de ruedas. Fue invitada a un campo de entrenamiento, y comenzó a jugar el deporte a nivel estatal y nacional en 2003. En 2011/2012, la Comisión Australiana de Deportes le dio una subvención de 17.000 dólares australianos como parte de su programa de Apoyo Directo al Atleta (DAS). Una jugadora de 4 puntos, juega como delantera.

### Universidad
Kean tenía una beca de baloncesto en silla de ruedas con la Universidad de Illinois en Urbana-Champaign que terminó en 2010.

## Club
Kean debutó en la Liga Nacional de Baloncesto Femenino en Silla de Ruedas (WNWBL) en 2007. En 2012, jugó en el club de baloncesto Brisbane-based Minecraft Comets. Esa temporada fue la capitana del equipo. En septiembre de 2012, jugó en el Hamburger SV, que regresó a la primera división de la liga alemana después de una ausencia de dos temporadas. El Hamburger SV ganó el campeonato nacional por octava vez en 2013. En 2014 regresó a Australia, donde encabezó el Minecraft Comets a su primera victoria en el título nacional, que fue ganada por un crucial gol de campo de tres puntos por Kean en las etapas finales.

## Equipo nacional

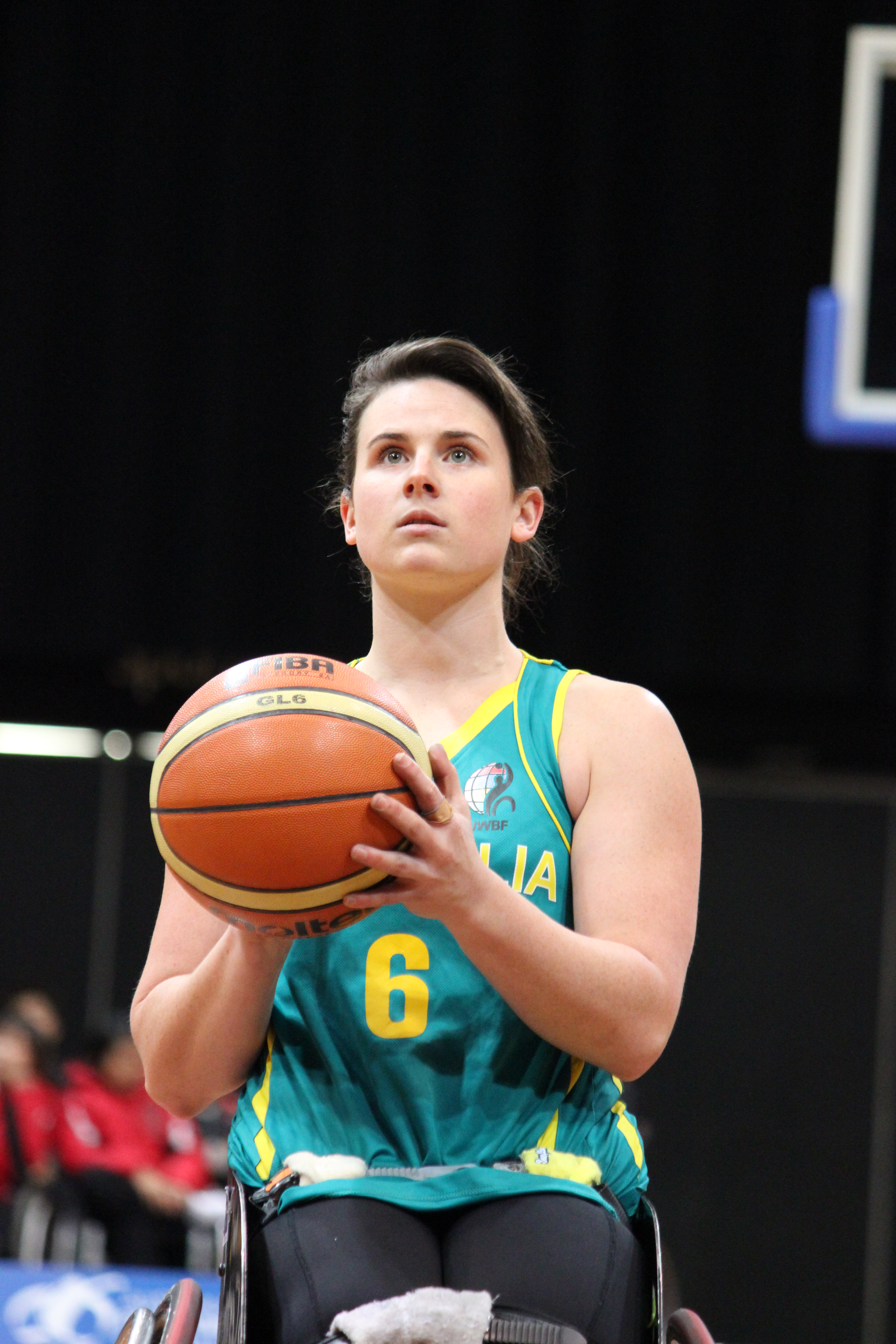
Kean jugando en Sídney el año 2012.

Hizo su debut en la selección nacional en 2007 cuando compitió en el torneo de clasificación de la IWBF.  Fue seleccionada para representar a Australia en el torneo de las Cuatro Naciones de 2009 en Canadá, una de las seis jugadoras que jugaron para los Dandenong Rangers en la WNWBL. En julio de 2010, jugó en una serie de prueba de tres juegos contra Alemania. En 2010, fue miembro del equipo que jugó en la Copa Osaka. Representó a Australia en el Campeonato Mundial de 2010, donde su equipo terminó cuarto.

### Paralímpicos

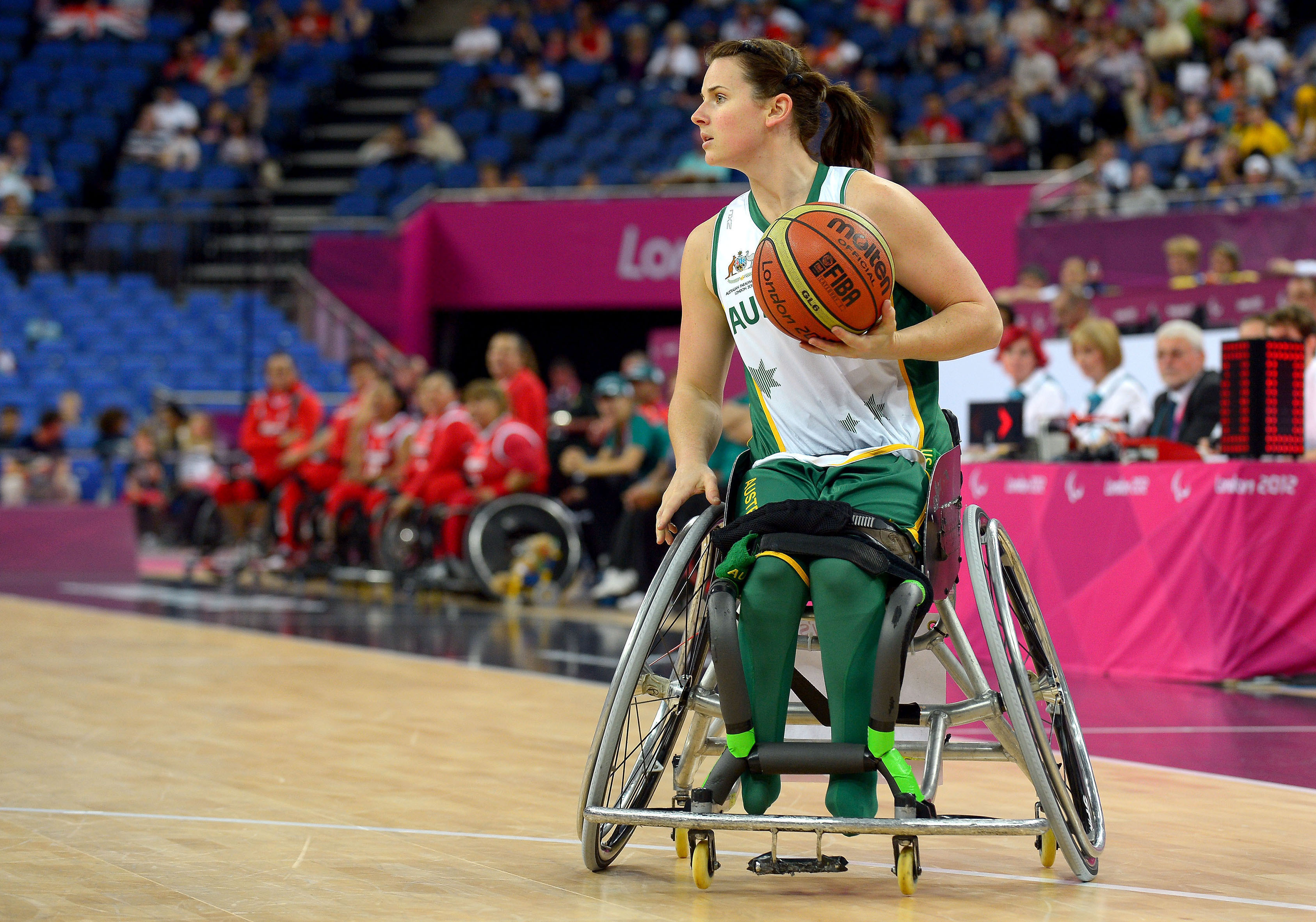
Kean en los Juegos Paralímpicos de Londres 2012.

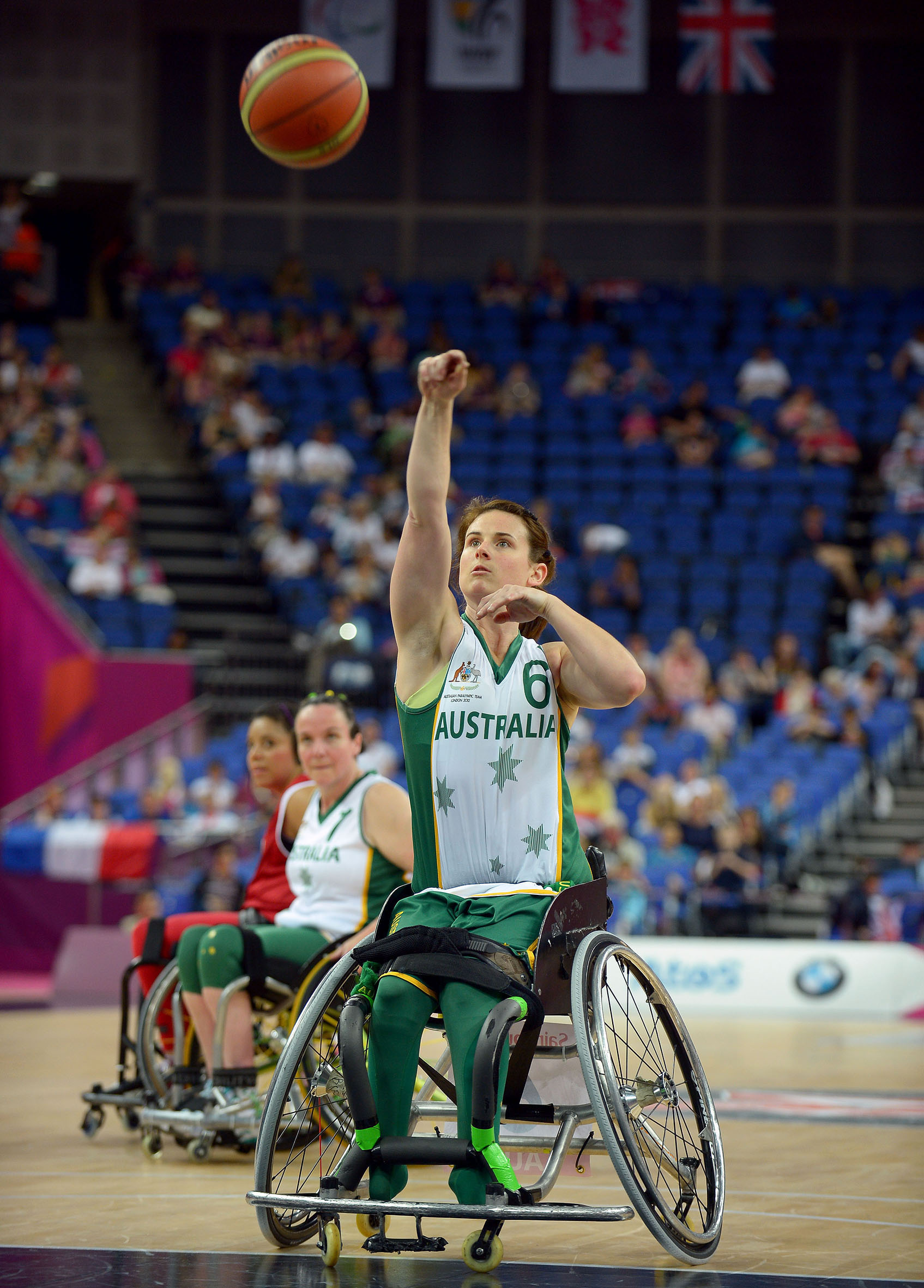
Kean en los Juegos Paralímpicos de Londres 2012.

Formó parte del equipo nacional femenino de baloncesto en silla de ruedas de Australia, ganador de la medalla de bronce, conocido como los Gliders, en los Juegos Paralímpicos de Pekín 2008. Su equipo derrotó a Canadá por 53-47 al obtener su medalla. Dijo de la actuación de su equipo en 2008: «Trabajamos juntos como un equipo muy bien y nuestra medalla es un crédito a mucho trabajo duro y dedicación».
En octubre de 2011, fue nombrada como parte de la selección nacional mayor que competiría en el torneo clasificatorio para los Juegos Paralímpicos de Londres 2012. Fue la capitana de los Gliders en los Juegos Paralímpicos de verano de 2012. En el partido por la medalla de oro contra Alemania, jugó 13:02 minutos. Su equipo perdió 44-58, pero ganó una medalla de plata. Anotó un punto y tuvo cuatro rebotes en el juego.

## Piragüismo
Los Gliders no se clasificaron para los Juegos Paralímpicos de Río de Janeiro 2016. Kean se dedicó al piragüismo, entrenada por Gayle Mayes, que representó a Australia en los Juegos Olímpicos de Barcelona 1992. Con sus compañeros de equipo de No Limits de Mooloolaba, Queensland, ganó el oro en las finales de Para Mixto V12 500 m y de Para Mixto V6 1000 m en el IVF Va'a World Elite y Club Sprints Championships en el Lago Kawana en la Sunshine Coast.